# Sergej Kapoestin
Sergej Aleksejevitsj Kapoestin (Russisch: Сергей Алексеевич Капустин) (Oechta, 13 februari 1953 - Moskou, 4 juni 1995) was een Sovjet-Russisch ijshockeyer. 
Kapoestin won tijdens de Olympische Winterspelen 1976 de gouden medaille.
In totaal werd Kapoestin zeven maal wereldkampioen.